# Gauche progressiste
 (juillet 2024).
La mise en forme du texte ne suit pas les recommandations de Wikipédia : il faut le « wikifier ».
Les points d'amélioration suivants sont les cas les plus fréquents :
- Les titres sont pré-formatés par le logiciel. Ils ne sont ni en capitales, ni en gras.
- Le texte ne doit pas être écrit en capitales (les noms de famille non plus), ni en gras, ni en italique, ni en « petit »…
- Le gras n'est utilisé que pour surligner le titre de l'article dans l'introduction, une seule fois.
- L'italique est rarement utilisé : mots en langue étrangère, titres d'œuvres, noms de bateaux, etc.
- Les citations ne sont pas en italique mais en corps de texte normal. Elles sont entourées par des guillemets français : « et ».
- Les listes à puces sont à éviter, des paragraphes rédigés étant largement préférés. Les tableaux sont à réserver à la présentation de données structurées (résultats, etc.).
- Les appels de note de bas de page (petits chiffres en exposant, introduits par l'outil «  Source ») sont à placer entre la fin de phrase et le point final[comme ça].
- Les liens internes (vers d'autres articles de Wikipédia) sont à choisir avec parcimonie. Créez des liens vers des articles approfondissant le sujet. Les termes génériques sans rapport avec le sujet sont à éviter, ainsi que les répétitions de liens vers un même terme.
- Les liens externes sont à placer uniquement dans une section « Liens externes », à la fin de l'article. Ces liens sont à choisir avec parcimonie suivant les règles définies. Si un lien sert de source à l'article, son insertion dans le texte est à faire par les notes de bas de page.
- La présentation des références doit suivre les conventions bibliographiques. Il est recommandé d'utiliser les modèles {{Ouvrage}}, {{Chapitre}}, {{Article}}, {{Lien web}} et/ou {{Bibliographie}}. Le mode d'édition visuel peut mettre en forme automatiquement les références.
- Insérer une infobox (cadre d'informations à droite) n'est pas obligatoire pour parachever la mise en page.

Pour une aide détaillée, merci de consulter Aide:Wikification.
Si vous pensez que ces points ont été résolus, vous pouvez retirer ce bandeau et améliorer la mise en forme d'un autre article.
La gauche progressiste est un courant politique qui se caractérise par son engagement en faveur de la justice sociale, de l'égalité des chances, des droits civiques et de la protection de l'environnement. Elle prône des réformes progressives et des changements graduels par le biais de politiques publiques et de lois.

## Histoire
La gauche progressiste a émergé au cours du XIXe siècle, notamment avec le développement des mouvements ouvriers et des luttes pour les droits civiques. Ce courant a été fortement influencé par les penseurs et activistes socialistes et libéraux qui ont cherché à améliorer les conditions de vie des travailleurs et des classes défavorisées.
Pendant la période de l'industrialisation, les progressistes ont plaidé pour des réformes visant à réguler les conditions de travail, à introduire des lois sur la sécurité au travail et à garantir des salaires équitables. Le mouvement progressiste a également joué un rôle crucial dans la promotion du suffrage universel et des droits des femmes, contribuant à des changements significatifs dans les sociétés occidentales.

## Principes et Objectifs
La gauche progressiste se concentre sur plusieurs principes et objectifs clés :
- Justice Sociale : L'un des objectifs principaux est de réduire les inégalités économiques et sociales. Cela inclut la lutte contre la pauvreté, la promotion de la redistribution des richesses et la mise en place de politiques fiscales équitables[3].

- Égalité des Chances : Les progressistes croient en la nécessité de fournir à tous les individus des opportunités égales, quel que soit leur milieu socio-économique. Cela passe par l'accès à une éducation de qualité, des soins de santé accessibles et des opportunités d'emploi équitables[4].

- Droits Civiques : La protection et la promotion des droits civiques et des libertés individuelles sont essentielles. Les progressistes soutiennent les droits des minorités, la lutte contre la discrimination et la protection des libertés fondamentales[5].

- Protection de l'Environnement : La lutte contre le changement climatique et la protection de l'environnement sont des priorités majeures. Les progressistes plaident pour des politiques visant à réduire les émissions de gaz à effet de serre, promouvoir les énergies renouvelables et protéger les écosystèmes[6].

## Politiques et Initiatives
Les politiques et initiatives typiquement soutenues par la gauche progressiste incluent :
- Systèmes de Santé Universels : Les progressistes soutiennent la mise en place de systèmes de santé universels pour garantir que chaque individu ait accès aux soins médicaux, indépendamment de sa situation financière[7].

- Éducation Gratuite ou Subventionnée : Pour assurer l'égalité des chances, les progressistes promeuvent des programmes éducatifs gratuits ou fortement subventionnés, de la maternelle à l'université[8].

- Protection de l'Environnement : Les progressistes soutiennent des politiques de protection de l'environnement, telles que la promotion des énergies renouvelables, la réduction des émissions de gaz à effet de serre et la conservation des ressources naturelles[9].

- Droits des Minorités : La défense des droits des minorités ethniques, sexuelles, religieuses et autres est un pilier de la gauche progressiste. Cela inclut la lutte contre toutes formes de discrimination et la promotion de politiques inclusives[10].

## Critiques
La gauche progressiste fait face à plusieurs critiques, souvent provenant de conservateurs et de libéraux économiques. Parmi les principales critiques, on retrouve :
- Interventionnisme : Les opposants affirment que les politiques progressistes sont trop interventionnistes et entravent la libre entreprise. Ils soutiennent que des réglementations excessives peuvent freiner l'innovation et la croissance économique[11].

- Dépenses Publiques : Les critiques soulignent que les programmes sociaux et environnementaux proposés par les progressistes peuvent entraîner des dépenses publiques élevées, ce qui peut conduire à des déficits budgétaires et à une dette publique accrue[12].

- Idéalisme : Certains considèrent que la vision progressiste est trop idéaliste et irréaliste, ne prenant pas suffisamment en compte les contraintes pratiques et les réalités économiques[13].